# Nome (Alaska)
Nome és una població dels Estats Units a l'estat d'Alaska. Segons el cens del 2008 tenia 3.505 habitants.

## Demografia
Segons el cens del 2000, Nome tenia 3.505 habitants, 1.184 habitatges, i 749 famílies La densitat de població era de 108 habitants/km².
Dels 1.184 habitatges en un 38,9% hi vivien nens de menys de 18 anys, en un 41,7% hi vivien parelles casades, en un 12,3% dones solteres, i en un 36,7% no eren unitats familiars. En el 27,4% dels habitatges hi vivien persones soles el 3,7% de les quals corresponia a persones de 65 anys o més que vivien soles. El nombre mitjà de persones vivint en cada habitatge era de 2,79 i el nombre mitjà de persones que vivien en cada família era de 3,45.
Per edats la població es repartia de la següent manera: un 31,9% tenia menys de 18 anys, un 8% entre 18 i 24, un 32,1% entre 25 i 44, un 21,7% de 45 a 60 i un 6,2% 65 anys o més.
L'edat mediana era de 32 anys. Per cada 100 dones hi havia 115,2 homes. Per cada 100 dones de 18 o més anys hi havia 117,8 homes.
La renda mediana per habitatge era de 59.402 $ i la renda mediana per família de 68.804 $. Els homes tenien una renda mediana de 50.521 $ mentre que les dones 35.804 $. La renda per capita de la població era de 23.402 $. Aproximadament el 5,4% de les famílies i el 6,3% de la població estaven per davall del llindar de pobresa.

## Poblacions més properes
El següent diagrama mostra les poblacions més properes.